# Alto Alegre dos Parecis
Alto Alegre dos Parecis este un oraș în Rondônia (RO), Brazilia.